# Salvatore Viganò
Salvatore Viganò (ur. 25 marca 1769 w Neapolu, zm. 10 sierpnia 1821 w Mediolanie), włoski tancerz, choreograf, pedagog baletu oraz kompozytor.
Oprócz wykształcenia tanecznego skończył też studia muzyczne. Podczas pobytu we Francji poznał francuskiego baletmistrza Jeana Daubervala. On właśnie zaznajomił Viganò z teoriami Noverre'a i nauczył wszystkich tajników francuskiej techniki tańca klasycznego. Kiedy powrócił do Włoch i wystawił choreografię swojego mistrza La Fille mal gardee odniósł wielki sukces. W 1812 roku został zaangażowany do mediolańskiej La Scali i wtedy zaczął realizować swoje koncepcje choreograficzne. Miał już za sobą znaczący dorobek artystyczny: 
- "Raul" z 1791 roku
- "Richard Coeur de Lion" z 1793 roku
- "Koriolan" z 1799 roku
- "Gli Strelizzi" z 1809 roku

Kiedy został zatrudniony w La Scali przestał już tańczyć. Od tej pory zajął się pracą choreografa. Jednak we wszystkich choreografiach Vigana przodowała pantomima, której było dużo więcej niż samego tańca. Mimo to po wystawieniu swojego spektaklu pod tytułem La Vestale w 1812 roku, widzowie byli wstrząśnięci i płakali. Sam Viganò miał w sobie tyle energii, że często próby mogły trwać bez końca i męczyły wszystkich oprócz niego samego. Zajął się też pracą pedagogiczną i kształcił swoich tancerzy, ponieważ do realizacji spektakli musiał mieć artystów mogących zadaniu temu podołać. Podczas pobytu w Madrycie Viganò poznał i poślubił hiszpańską tancerkę Marię Medinę. Zmarł w 1821 roku w Mediolanie, kiedy pracował nad napisaniem baletu Didon.